# Speranza di vita
Il tasso o speranza di vita è un indicatore statistico che esprime il numero medio di anni della vita di un essere vivente a partire da una certa età, all'interno della popolazione indicizzata.

## Descrizione
Solitamente l'espressione è usata per indicare il numero medio di anni che ogni neonato ha la probabilità di vivere. Allo stesso modo, molto spesso, senz'altra specificazione, viene riferita implicitamente alla vita umana.
È strettamente correlata alle diverse età: l'allungamento dell'aspettativa di vita alla nascita, ad esempio, può essere la semplice conseguenza della riduzione dei tassi di mortalità infantile, dovuta a migliori condizioni igieniche e sanitarie, senza che vi sia effettivo allungamento nella soglia di vita complessiva delle persone. 
Questo fatto è spesso all'origine di grossolani fraintendimenti, quando si afferma, in maniera semplicistica e a sproposito, che l'alta speranza di vita di cui gode una certa popolazione ha come conseguenza l'aumento della popolazione anziana (si parla a volte di "invecchiamento della popolazione"), mentre invece è la semplice conseguenza di bassi tassi di mortalità in età infantile o giovanile o dell'abbassamento dei tassi di mortalità evitabile.
Combinata con l'indice di mortalità infantile, rispecchia lo stato sociale, ambientale e sanitario in cui vive una popolazione. La speranza di vita, oltre a rappresentare semplicemente un indice demografico, è quindi utile per valutare lo stato di sviluppo di una popolazione.
La speranza di vita alla nascita a livello globale è mediamente di circa 73 anni. Le donne vivono (in media) quasi 5 anni più a lungo degli uomini in quasi tutti i paesi del mondo.
La differenza di speranza di vita tra donne e uomini si è andata ampliando negli ultimi due secoli. Secondo Warren Farrell questo ampliamento sarebbe causato dal maggiore stress esercitato dalla società industrializzata sul genere maschile.
Secondo uno studio di ricercatori della Southern California University guidati da Eileen M. Crimmins, lo stesso fenomeno sarebbe attribuibile per il 30 per cento a patologie legate al fumo, mentre per la maggior parte alle malattie cardiovascolari. In sostanza, secondo gli autori, il miglioramento delle condizioni di salute generali avrebbe fatto emergere il maggior rischio di eventi cardiovascolari determinato nel genere maschile sia dal punto di vista biologico sia da quello genetico.